# Morro de Conill
Morro de Conill es el nombre de una variedad cultivar de manzano (Malus domestica) Esta manzana está cultivada en la colección de germoplasma de manzanas del CSIC, también está cultivada en la colección de germoplasma de peral y manzano en la "Finca de Gimenells de la Estación Experimental de Lérida- IRTA". Esta manzana es originaria de la Comunidad autónoma de Cataluña, procedente de un ejemplar localizado el año 2001 en La Torre de Cabdella comarca del Pallars Jussá, dentro de Vall Fosca Lérida.

## Sinónimos
- "Poma Morro de Conill",[3]
- "Manzana Morro de Conejo".[7]

## Historia
'Morro de Conill' es una variedad de manzana de Cataluña, está catalogada con el número de accesión M058 en el Banco de germoplasma de peral y manzano de la Universidad de Lérida, que se encuentra integrado en la Red de Colecciones del Programa de Conservación y Utilización de los Recursos Fitogenéticos para la Alimentación y la Agricultura, del Plan Nacional de I+D+I.
'Morro de Conill' está considerada con otras muchas de las entradas que se han incorporado al Banco de germoplasma en la "Finca de Gimenells de la Estación Experimental de Lérida - IRTA", provienen de ejemplares únicos, en algunos casos, actualmente desaparecidos, lo que ha permitido paliar la erosión genética que se está dando en estas especies frutales.
'Morro de Conill' es una variedad que se cultiva para su conservación genética, para posibles usos y mejoras en cruces con otras variedades, para incrementar cualidades o intercambiarlas.

## Características
El manzano de la variedad 'Morro de Conill' tiene un vigor medio de tipo ramificado, con porte muy erguido; ramos con pubescencia fuerte, de un grosor delgado, con longitud de entrenudos medios, número de lenticelas medio, relación longitud/grosor de los entrenudos grande, tipo de ramos fructíferos predominantes sin predominio; época de inicio de floración media, yema fructífera de forma ovoide-cónica, flor no abierta presenta color del botón floral rosa oscuro, flor de tamaño medio, pétalos con posición relativa de los bordes tangentes, inflorescencia con número medio de flores medio, de forma plana o ligeramente cupuliforme, sépalos de color predominante verde, sépalos de longitud media, pétalos de longitud larga, y anchura corta, siendo la relación longitud/anchura de los pétalos bastante más largos, estilos con longitud en relación con los estambres más largos, estilos con punto de soldadura lejos de la base.
Las hojas tienen un porte horizontal en relación con el ramo, limbo de longitud largo y de anchura medio, con una relación longitud/anchura media, forma del borde aserrada, peciolo con longitud medio, forma del limbo elíptico, aspecto de la superficie del haz medianamente brillante, pubescencia del envés media, plegamiento de la superficie ondulada, tamaño de la punta grande, forma de la base aguda, estípulas con una forma filiformes, y ángulo del peciolo respecto al ramo mediano.
La variedad de manzana 'Morro de Conill' tiene un fruto de tamaño y peso mediano-grande; forma cónica, relación longitud/anchura grande, posición de la anchura máxima hacia el pedúnculo, con un marcado en los lados fuerte; piel con estado ceroso débil, pruina de la epidermis ausente o muy débil; con color de fondo verde, importancia del sobre color débil, siendo el color del sobre color rosa, siendo la intensidad del sobre color claro, reparto del color en la superficie difuminado, acusando unas lenticelas medianas, y una sensibilidad al "russeting" (pardeamiento áspero superficial que presentan algunas variedades) en las caras laterales ausente o muy débil; pedúnculo con una longitud corta, y un grosor medio, anchura de la cavidad peduncular media, profundidad de la cavidad pedúncular poco profunda, y con importancia del "russeting" en cavidad peduncular débil; coronamiento por encima del cáliz débil, importancia de los lados de la cavidad calicina es fuerte, anchura de la cav. calicina media, profundidad de la cav. calicina poco profunda, y con importancia del "russeting" en cavidad calicina ausente o muy débil; ojo medio, parcialmente abierto; sépalos de una longitud media, con un porte parcialmente extendidos.
Carne de color blanca, con un oscurecimiento medio de la carne al corte; textura de dureza muy dura, suavemente jugosa; sabor algo aromático, bueno; corazón con distinción de la línea media; eje abierto; lóculos carpelares parcialmente abiertos; semillas de longitud grande, anchas, de color marrón oscuro.
La manzana 'Morro de Conill' tiene una época de maduración y recolección de fruto muy tardía, en otoño-invierno. Época de caída de las hojas muy tardía. Se usa como manzana de mesa fresca, y posible uso como manzana para la elaboración de sidra.

## Calidad de fruto y prueba de cata
- Peso del fruto: Medio
- Calibre del fruto: Medio
- Longitud del fruto: Grande
- Índice de almidón: Medio
- Dureza medida de la carne: Alta
- Índice refractométrico (IR): Medio
- Acidez titulable: Baja
- Jugosidad de la carne: Medio
- Textura de la carne: Media
- Dureza sensorial de la carne: Dura
- Dulzor: Débil
- Acidez: Media
- Intensidad del sabor de la carne: Media
- Sabor: Regular
- Valoración global del fruto:Malo[3]

## Características Agronómicas
- Afinidad del injerto (compatibilidad): Buena
- Facilidad de formación y poda: Baja
- Tipo de fructificación: Tipo III
- Precocidad varietal: Media
- Vecería: Alta
- Productividad: Alta
- Necesidad de aclareo: Alta
- Escalonamiento de la maduración del fruto: Medio
- Sensibilidad a la caída en maduración: Baja
- Aptitud para la conservación del fruto en árbol: Alta
- Aptitud para la conservación del fruto en almacén o cámara: Alta
- Sensibilidad al moteado: sin datos
- Sensibilidad al oídio: sin datos
- Sensibilidad a pulgón lanígero: Alta[3]